# イライジャ・デュークス

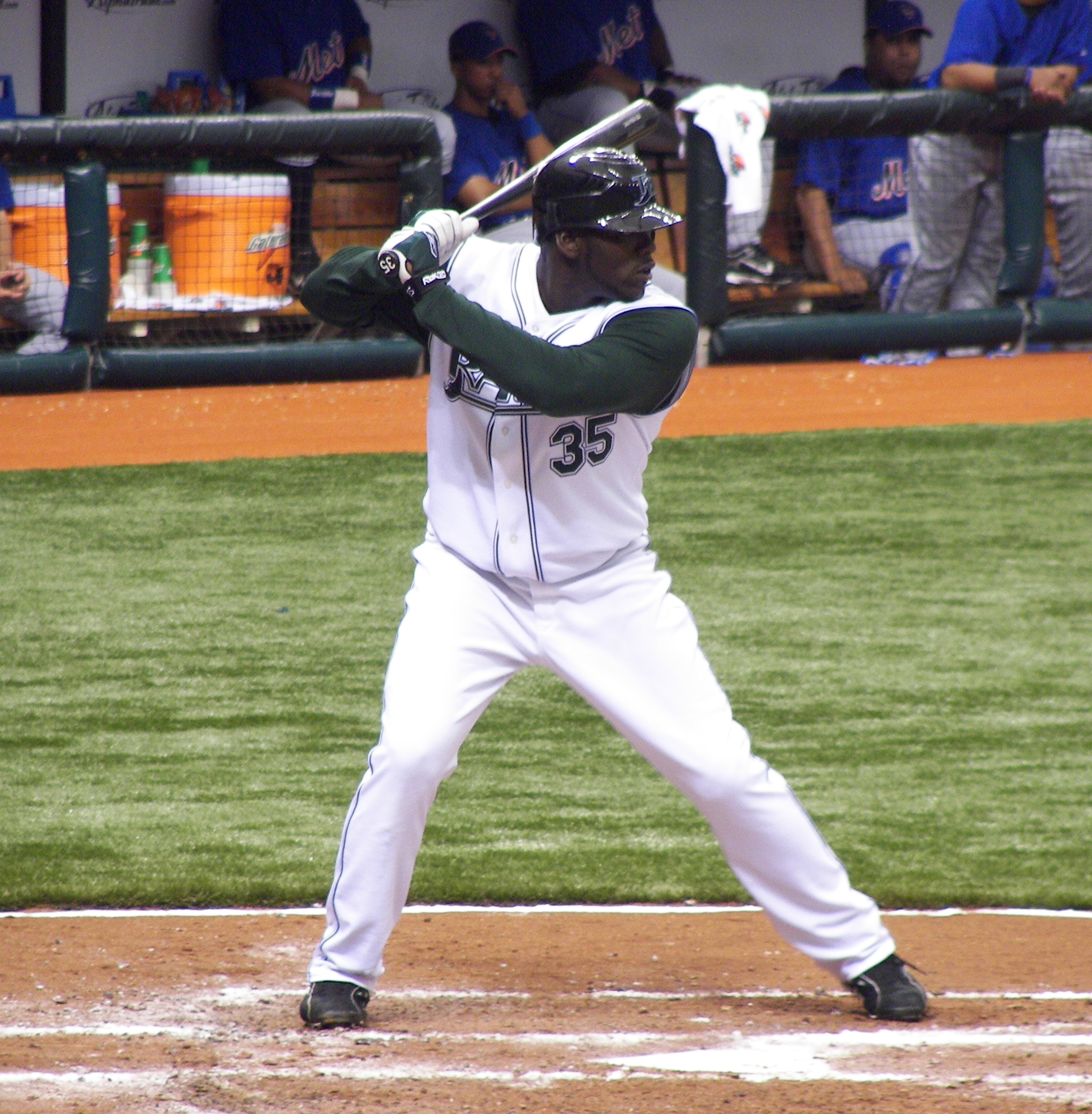
デビルレイズ時代のデュークス

イライジャ・デビッド・デュークス（Elijah David Dukes , 1984年6月26日 - ）は、アメリカ合衆国フロリダ州ホームステッド出身の元プロ野球選手（外野手）。右投右打。

## 経歴

### プロ入り前
12歳の時に父親が殺人事件を起こして逮捕・収監され、その後は母子家庭で育つ。高校時代は、アメリカンフットボールで全米屈指のラインバッカーとして鳴らしていた。

### プロ入りとデビルレイズ時代
高校卒業後はアメリカンフットボールの奨学生としてノースカロライナ州立大学への進学が決まっていたが、2002年のMLBドラフトでタンパベイ・デビルレイズから3巡目（全体74番目）で指名を受け、8月21日に契約が成立しプロ入りした。
プロ1年目の2003年はA級チャールストン・リバードッグスに所属し、打撃成績は打率.245、7本塁打と平凡ながら33盗塁をマークし、スピードがあることを証明した。
2004年はA級とA+合計で101試合に出場し、打率.313、出塁率.385、OPS.874、30盗塁と言うハイレベルな数字を叩き出し、シーズン終了後にチーム内の有望株リストで7位にランクされ、ベスト・アスリートにも選出された。
2005年はAA級モンゴメリー・ビスケッツに昇格し、120試合に出場して打率.287、18本塁打、73打点、19盗塁を記録した。シーズン終了後にはチーム内の有望株リストで5位にランクされ、ベスト・アスリートにも選出された。
2006年はAAA級ダーラム・ブルズに昇格し、80試合に出場して打率.293、10本塁打、50打点、9盗塁を記録した。シーズン終了後にはチーム内の有望株リストで6位にランクされ、3年連続でベスト・アスリートに選出されるなど、マイナーリーグにおいて着実にキャリアを積み重ねた。
2007年は開幕ロースター入りを果たし、4月2日の開幕戦（対ニューヨーク・ヤンキース戦）においてメジャーデビュー。「8番・中堅手」でスタメン出場し、初打席初本塁打でデビューを飾った。2日後の試合でも本塁打を叩き込み、並みではない素質を大いにアピールした。4月26日からはもっぱら1・2番打者として起用されることが多くなったが、打率は1割台、盗塁成功率は33%と低迷。ルーキーイヤーの52試合で二桁本塁打を放ったパワーや、ボールの見極めの上手さなど光る物もあったが、6月19日を最後に姿を消し、マイナーもプレーせずにシーズンを終えた。

### ナショナルズ時代
2007年12月3日、グレン・ギブソン投手とのトレードが成立し、ナショナルズに移籍。
2008年は81試合に出場して、打率.265、13本塁打、44打点を記録した。
2009年は初めて100試合以上に出場したものの、成績は完全に伸び悩み、本塁打はメジャー3年目にして初の1ケタであった。また盗塁も失敗が目立った。
2010年3月17日、突如ナショナルズを解雇された。GMのマイク・リゾはあくまで野球の成績で判断してデュークスを解雇したと説明し、トラブルの存在は否定した。しかし、その一方で「これでクラブハウスはより一体化するだろう」とも語った。

### ナショナルズ退団後
2010年6月に独立リーグの・アトランティックリーグのニューアーク・ベアーズと契約したが、この年限りで退団した。
2011年2月、「Fly Eli」の名でラッパーとして活動することを明らかにした。

## 選手としての特徴
元チーム・メイトのデルモン・ヤングと同程度の高評価を得ている逸材。ベースボール・アメリカ誌の有望株リストでは、2007年版79位にランクされている。スピード・パワー・選球眼が武器。
真面目に取り組めば、将来的には30本塁打・30盗塁も期待されるプレーヤーだと期待されていた。
マイナー4年間の通算成績は、打率.284、出塁率.370、OPS.824。

## MLB屈指のトラブルメーカー
少年時代から暴力行為などで何度となく逮捕されているMLB屈指のトラブルメーカーである。泥沼の女性問題も抱えており、4人の女性との間に少なくとも5人の子供を儲けている。
父親が収監された翌年の1997年9月29日、当時13歳のデュークスは暴力事件を起こしてタンパ市警に初めて逮捕された。翌年にも暴力行為で逮捕されている。
2003年12月には一ヶ月で2度逮捕されている。12月8日、男児を出産したばかりの妻に暴力を振るったとして傷害容疑で逮捕されると、25日には交通違反を制止しようとした警官に暴言を吐いた上に逃走を企て、公務執行妨害で逮捕された。最終的には、どちらの事件も不起訴処分とされている。
2004年10月12日にも暴力事件を起こしたが、最終的には不起訴処分とされた。しかし、翌2005年1月18日にまたしても暴力事件を起こして逮捕され、裁判で執行猶予1年、罰金549ドルの判決を受けている。
2006年8月には首脳陣との衝突が原因で、チームから無期限出場停止処分を食らった。それまではAAAで80試合に出場し、打率.293・10本塁打・50打点・9盗塁というハイレベルな数字を挙げてはいた。翌2007年も1月に大麻所持で逮捕され、別居中の家族（妻）を脅迫するなど私生活でも不品行が目立ち、ロースター除外の処分を受けマイナー降格。オフに向けウィンターリーグ参加予定であったが9月にまたも大麻所持が発覚と、1年間に3度も逮捕される失態を犯した。
2008年から所属したナショナルズは、デュークスに怒りを抑える訓練を施し、元警察官を球団特別補佐官として雇いデュークスの行動を常時監視させた。その甲斐あって、ナショナルズ時代には目立ったトラブルはなかったが、2010年3月に突然解雇された。球団が発表した解雇の理由には釈然としない部分も多く、何らかのトラブルがあったという見方も根強かった。後に、マリファナを巡るトラブルが解雇の原因だったことが判明した。
2010年11月1日、養育費未納でタンパ市警に逮捕される。同年、デュークスは合計3人の女性に対して14万3000ドルの支払い義務を負っていた。
2011年3月4日、妊娠中の元交際相手の顔面を殴打したとして暴行容疑で逮捕された。4月24日には無免許運転で逮捕。

## 詳細情報

### 年度別打撃成績
| 年 度     | 球 団     | 試 合 | 打 席 | 打 数 | 得 点 | 安 打 | 二 塁 打 | 三 塁 打 | 本 塁 打 | 塁 打 | 打 点 | 盗 塁 | 盗 塁 死 | 犠 打 | 犠 飛 | 四 球 | 敬 遠 | 死 球 | 三 振 | 併 殺 打 | 打 率 | 出 塁 率 | 長 打 率 | O P S |
| --------- | --------- | ----- | ----- | ----- | ----- | ----- | -------- | -------- | -------- | ----- | ----- | ----- | -------- | ----- | ----- | ----- | ----- | ----- | ----- | -------- | ----- | -------- | -------- | ----- |
| 2007      | TB        | 52    | 220   | 184   | 27    | 35    | 3        | 2        | 10       | 72    | 21    | 2     | 4        | 0     | 1     | 33    | 0     | 2     | 44    | 6        | .190  | .318     | .391     | .709  |
| 2008      | WSH       | 81    | 334   | 276   | 48    | 73    | 16       | 2        | 13       | 132   | 44    | 13    | 4        | 0     | 2     | 50    | 1     | 6     | 79    | 10       | .264  | .386     | .478     | .864  |
| 2009      | WSH       | 107   | 416   | 364   | 38    | 91    | 20       | 4        | 8        | 143   | 58    | 3     | 10       | 0     | 3     | 46    | 2     | 3     | 74    | 8        | .250  | .337     | .393     | .729  |
| 通算：3年 | 通算：3年 | 240   | 970   | 824   | 113   | 199   | 39       | 8        | 31       | 347   | 123   | 18    | 18       | 0     | 6     | 129   | 3     | 11    | 197   | 24       | .242  | .349     | .421     | .771  |

## 参考資料
1. 1 2  Adam Kilgore,Elijah Dukes released (updated),The Washington Post(英語),2010/03/18閲覧
2. 1 2 3  『月刊スラッガー』 2008年4月号 68 - 69頁。
3. ↑  “2005 Top 10 Prospects , BEST TOOLS” (英語). baseball america.com (2004年11月15日). 2008年3月17日閲覧。
4. ↑  “2006 Top 10 Prospects , BEST TOOLS” (英語). baseball america.com (January 11,2006). 2008年3月17日閲覧。
5. ↑  “2007 Top 10 Prospects , BEST TOOLS” (英語). baseball america.com (2006年11月15日). 2008年3月17日閲覧。
6. ↑  “Elijah Dukes 2007 Batting Gamelogs” (英語). baseball-reference.com. 2008年3月17日閲覧。
7. ↑  “BB% Graphs” (英語). FanGraphs. 2008年3月17日閲覧。
8. 1 2  Howard Altman(2010-02-11), Former Ray Elijah Dukes reinvents himself, TBO.com(英語), 2011年3月6日閲覧
9. ↑  RYAN STERN (2011年2月14日). “Elijah Dukes: Could Fly Eli Become The Next Josh Hamilton?”. Bleacher Report. 2023年8月6日閲覧。
10. ↑  All-Time Top 100 Prospects baseballamerica.com , February 28 2007, 2008年2月9日閲覧。
11. 1 2 3  “Scouting Report , Transactions / Injuries / Suspensions” (英語). sportsnet.ca. 2008年3月17日閲覧。
12. ↑  “PECOTA , Elijah Dukes” (英語). baseball prospectus.com. 2008年3月17日閲覧。
13. ↑  「ワシントン・ナショナルズ」 『月刊スラッガー』2010年4月号、日本スポーツ企画出版社、2010年、雑誌1550947、51頁
14. 1 2  WFAN radio broadcast, New York Mets v Washington Nationals, September 10, 2008.
15. ↑  the Times staff,Elijah Dukes: A decade of trouble,tampabay.com(英語),2010/03/18閲覧
16. 1 2  Elijah Dukes' troubled past,tampabay.com(英語),2010/03/18閲覧
17. ↑  Marc Topkin,Rays' Dukes arrested on marijuana charge,tampabay.com(英語),2010/03/20閲覧
18. ↑  『月刊スラッガー 2007年12月号』 83頁。
19. ↑  Outfielder Dukes released by Nationals,Associated Press(英語),2010/03/18閲覧
20. ↑  David Brown,Nationals release Elijah Dukes, though nobody's quite sure why,Yahoo!Sports(英語),2010/03/18閲覧
21. ↑  Associated Press(2010-11-02)Elijah Dukes arrested in Tampa,ESPN(英語),2010/11/03閲覧
22. ↑  Times Staff(2011-03-04), Former Tampa Bay Rays outfielder Elijah Dukes accused of hitting pregnant ex-girlfriend, St. Petersburg Times
(英語), 2011年3月6日閲覧
23. ↑  Alden Gonzalez(2011-03-04),Dukes arrested, held for aggravated battery, MLB.com(英語), 2011年3月6日閲覧
24. ↑  Ex-outfielder Elijah Dukes arrested, SI.com(英語), 2011年5月4日閲覧